# Sperlbrunn
Sperlbrunn ist ein Weiler des Marktes Wegscheid im Landkreis Passau in Bayern.

## Geographische Lage
Sperlbrunn liegt im Osten der Markt Wegscheid in der Region Donau-Wald im südlichen Bayerischen Wald im Landkreis Passau an der österreichischen Grenze. Benachbarte Städte sind u. a. das 33 km entfernte Passau oder das 21 km entfernte Rohrbach (Oberösterreich), Verwaltungssitz des Bezirks Rohrbach. Die Kleinstadt Hauzenberg liegt etwa 17 Kilometer und die Kleinstadt Waldkirchen im benachbarten Landkreis Freyung-Grafenau etwa 24 Kilometer entfernt.

## Sehenswürdigkeiten

### Reischlhof-Kapelle
Die Reischlhof-Kapelle wurde im Jahr 2016 erbaut. Sie soll ein Ort der Stille sein. Die Glocke wurde in Innsbruck gegossen. Es ist folgender Spruch in der Glocke eingraviert: „Die Glocke soll läuten als Dank für Vergangenes und als Segen für Künftiges – Beschütze alle Menschen, die hier gehen ein und aus und schenke Ihnen Gesundheit, Glück und Zufriedenheit.“ Seit dem ersten Glockenschlag am 3. November 2016 erklingt diese täglich in der Tonlage g2.
Am 31. Oktober 2016 wurde der Kapellenverein von dreizehn Gründungsmitglieder gegründet. Zweck des Vereins ist die Unterstützung von Kleinkindern und älteren Menschen im Raum Wegscheid, die durch eine schwerwiegende Krankheit Hilfe benötigen, weil sie aufgrund der Erkrankung in finanzielle Notlage geraten sind. Der Verein finanziert sich in Form von Spenden oder Gaben in den Opferstock der Reischlhof-Kapelle.